# Adam Storey Farrar
Adam Storey Farrar (* 20. April 1826 in London; † 11. Juni 1905 in Durham) war ein britischer Geistlicher der Church of England und Historiker.

## Leben und Wirken
Adam Storey Farrar war der Sohn von Abraham Eccles Farrar, Präsident der Wesleyschen Methodistischen Konferenz, und dessen zweiter Frau Elizabeth geborene Storey. Nach seiner Ausbildung am Liverpool Institute wurde er am 21. Juni 1844 an der St Mary Hall in Oxford immatrikuliert, wo er 1850 seinen Abschluss als Baccalaureus Artium machte. 1851 gewann Farrar mit dem Essay The causes of the greatness and decay of the town of Carthage den erstmals vergebenen und  nach Thomas Arnold benannten, Arnold-Preis. Im darauf folgenden Jahr machte er seinen Abschluss als Magister artium und wurde Michel-Fellow am Queen’s College. 1853 und 1854 gewann Farrar mit seinen Essays den Denyer Theological Prize.
1852 wurde Farrar als Diakon und 1853 als Priester ordiniert. 1855 wurde er als Lehrer an das Wadham College in Oxford und 1858 als Prediger der Chapel Royal in Whitehall berufen. 1864 graduierte Farrar als Bachelor of Divinity und Doctor of Divinity. Im gleichen Jahr gab er seine Mitgliedschaft am Queen’s College auf, um Sarah Martha Wood (1824–1905), die Tochter des wesleyanischen Pfarrers Robert Wood, zu heiraten. 1864 wurde er als Professor an die University of Durham berufen. 1878 wurde er Kanon der dortigen Kathedrale.
1858 wurde Farrar Fellow der Royal Astronomical Society. Er unternahm ausgedehnte Reisen durch Europa und Kleinasien.

## Schriften (Auswahl)
- Science in Theology: Sermons before the University of Oxford. John Murray, London 1859 (online).
- A Critical History of Free Thought. John Murray, London 1862 (online).

## Nachweise